# Степан Шамлицький
Степан Шамлицький (також Стефан Шамрицький, ? — 18 / 28 вересня 1663) — український військовик часів Хмельниччини. Лохвицький сотник 1662 року, лубенський полковник.
Не мав повної довіри московських урядників. За даними «Літопису Самовидця», страчений 18 вересня 1663 разом з Якимом Сомком, полковниками: Ніжинським — Золотаренком Василем, чернігівським — Йоаникієм Силичем, переяславським — Атанасієм Щуровським, ніжинським осавулом Павлом Килдієм у Борзні.